# Heinrich Ernst Beyrich
Heinrich Ernst Beyrich (født 31. august 1815 i Berlin, død 9. juli 1896 sammesteds) var en tysk geolog og palæontolog.
Efter at have fuldendt sine naturhistoriske studier ved Berlins Universitet knyttedes Beyrich til det derværende naturhistoriske museum og overtog 1857 ledelsen af den palæontologiske samling. Beyrich udnævntes 1865 til professor i geologi og palæontologi ved Berlins Universitet og ved Bjergakademiet og blev 1875 meddirektør ved den preussiske geologiske undersøgelse. Stor indflydelse fik Beyrich ved sin lange virksomhed som universitetslærer, idet han uddannede en mængde elever. Han var 1848 medstifter af Deutsche geologische Gesellschaft og offentliggjorde en stor mængde videnskabelige afhandlinger, hvoraf navnlig kan fremhæves den desværre ufuldendte Die Conchylien des norddeutschen Tertiargebirges (1853—57).